# Кусунда
Кусунда или Бан Раџа („народ шуме”) су малобројно племе некадашњих ловаца сакупљача које је у последње време прешло на седелачки начин живота. 
Кусунде су пратиоци анимизма, али хиндуизам се обично врши у сеоским ритуалима. Према попису из 2001. године, припадника овог племена је било 164, од тога 160 (97.6 %) су били хиндуисти а 4 (2.4 %) будисти. На непалском језику реч Кусунда значи дивљи, као и суседни Чепанги и друге групе се традиционално сматрају дивљима.
Језик овог народа је на ивици изумирања, зато што га деца не уче у школама. Овај језик је језички изолат. Сада је непалски језик главни језик међу њима. У западсном Непалу живи тек један говорник овог језика.